# CEE Bankwatch Network
Das CEE Bankwatch Network ist eine europäische Nichtregierungsorganisation, die Bankenaktivitäten im Umweltbereich überwacht. Ihr Sitz ist in Prag, Tschechien. Das CEE Bankwatch Network gehört zu den Green 10, den zehn führenden Nichtregierungsorganisationen im Umweltbereich.